# 179 av. J.-C.
Cette page concerne l'année 179 av. J.-C. du calendrier julien proleptique.

## Événements
- 12 décembre 180 av. J.-C. (15 mars 575 du calendrier romain)  : début à Rome du consulat de Lucius Manlius Acidinus Fulvianus et Quintus Fulvius Flaccus[1]. 
  - Censure de Aemilius Lepidus et Fulvius Nobilior. Construction de la basilique Aemilia à Rome. Aménagement de la via Ostiense et du port d’Ostie. Construction ou restauration du pont Æmilius, premier pont de pierre de la ville[2]. 258 294 citoyens romains[3].
  - Première Guerre celtibère : le propréteur d'Hispanie citérieure Gracchus envahit la Celtibérie ; il est victorieux à Alcé du chef celtibère Thurrus qui se soumet et accepte un traité d'alliance[4]. Gracchus ravage le pays et obtient la soumission de nombreuses villes. Conjointement, son collègue d'Hispanie ultérieure Lucius Postumius Albinus passe le Guadiana et le Tage dans leurs cours supérieurs. Il marche contre les Vaccéens et les punit sévèrement pour avoir aidé les Lusitaniens, puis se tourne contre les Lusitaniens eux-mêmes et leur impose un traité[5].
- Été : traité de paix entre le roi du Pont Pharnace Ier, Eumène II de Pergame et Ariarathe IV de Cappadoce. Pharnace renonce à ses conquêtes en Paphlagonie et en Galatie mais conserve Sinope[6].

- Automne : mort de Philippe V de Macédoine[7]. Philippe découvre que la lettre de Titus Quinctius Flamininus incriminant son fils Démétrios et qui l’a amené à ordonner son exécution est un faux forgé par les hommes de Persée. Il envisage de remplacer Persée comme héritier par son cousin Antigonos mais il meurt à Amphipolis. Persée succède à son père et devient le dernier roi de Macédoine (fin en 168 av. J.-C.). Il repousse une invasion des Bastarnes puis envoie des ambassadeurs à Rome pour renouveler le traité d’alliance[8]. Il cherche à rétablir en Grèce l’hégémonie macédonienne.

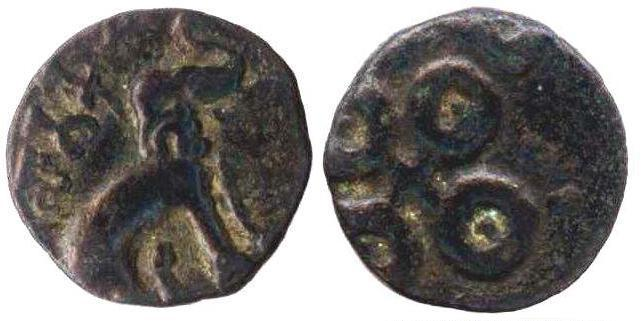
Monnaie de Satakarni

- En Inde, date possible du début du règne de Satakarni, roi Andhra des Satavahana (fin en 153 av. J.-C.)[9].

- Une colonie latine est envoyée à Pise à la demande des Pisans eux-mêmes[10].

- Construction du pont Æmilius à Rome[11].

## Naissances
- Liu An, seigneur chinois.
- Sima Xiangru, poète chinois.

## Décès en 179 av. J.-C.
- Philippe V de Macédoine